# Arroyo Carumbé
Der Arroyo Carumbé ist ein Fluss in Uruguay.
Er verläuft auf dem Gebiet des Departamentos Salto. Er mündet in dessen Mittelabschnitt in den Arroyo Arerunguá.